# Comuna Kuklî, Manevîci
Kuklî (în ucraineană Кукли) este o comună în raionul Manevîci, regiunea Volînia, Ucraina, formată din satele Kuklî (reședința) și Severînivka.

## Demografie
Componența lingvistică a satului Kuklî
     Ucraineană (99,72%)
     Alte limbi (0,28%)
Conform recensământului din 2001, majoritatea populației satului Kuklî era vorbitoare de ucraineană (99,72%), existând în minoritate și vorbitori de alte limbi.